# Komisja Nauki (Senat)
Komisja Nauki wchodzi w skład stałych komisji senackich. Utworzona została na początku XI kadencji, obok Komisji Edukacji i Komisji Sportu – w miejsce dawnej Komisji Nauki, Edukacji i Sportu. Przedmiotem działania komisji są:
- organizacja i rozwój badań naukowych,
- szkolnictwo wyższe,
- doskonalenie zawodowe kadry naukowej,
- przygotowanie absolwentów szkół wyższych do zatrudnienia,
- organizacja instytucji naukowych,
- współpraca naukowa z zagranicą.

## Prezydium komisji wSenacie XI kadencji
- Kazimierz Wiatr (PiS) – przewodniczący,
- Piotr Woźniak (Lewica) – zastępca przewodniczącego,
- Józef Zając (TD) – zastępca przewodniczącego.